# Magnetfeldtherapie
Die nichtinvasive Magnetfeldtherapie (MFT) oder Magnettherapie ist eine alternativmedizinische Behandlungsmethode, bei der die Patienten einem (häufig pulsierenden) Magnetfeld ausgesetzt werden. Nach Angaben der Befürworter der Magnetfeldtherapie sollen sich zahlreiche gesundheitliche Beschwerden behandeln lassen. Die Wirksamkeit ist jedoch wissenschaftlich nicht belegt.
Von der alternativmedizinischen Magnetfeldtherapie ist die invasive Magnetfeldtherapie (Elektro-Osteostimulation) abzugrenzen, deren Wirksamkeit anerkannt ist. Die beiden Verfahren unterscheiden sich stark hinsichtlich der Wirkungsweise. Während bei der nichtinvasiven Variante das Magnetfeld selbst eine Wirkung im Körper entfalten soll, wird es bei der invasiven Variante nur zur Übertragung elektrischer Energie eingesetzt, während die Wirkung auf elektrischer Stimulation beruht.

## Nichtinvasive MFT

### Geschichte
Befürworter gehen davon aus, dass bereits vor ca. 2000 Jahren bei den chinesischen Medizinern ein Einsatz magnetischer Steine zur Unterstützung der Heilung üblich war. Hippokrates beschrieb den Einsatz magnetischer Steine. Auch die alten Römer sollen an positive Wirkungen von Magneten geglaubt und die alten Ägypter magnetischen Schmuck zur Stärkung der Gesundheit getragen haben. Im 18. Jahrhundert gelangte der sogenannte animalische Magnetismus des Franz Anton Mesmer in Europa zu einer kurzen Blüte.

### Anwendung
Je nach Hersteller des Magnetfeldgenerators werden statische oder pulsierende Magnetfelder mit verschiedenen Frequenzen, Intensitäten und Programmen erzeugt. Varianten mit Wechselfeldern werden als Magnetfeldresonanztherapie, Quantronmagnetresonanztherapie und Pulsierende Signaltherapie angeboten. Vertrieben werden Matten und Decken, auch zur Anwendung bei Pferden.
Im Wellnessbereich wird vorwiegend mit statischen Magnetfeldern gearbeitet. Permanentmagnete, die statische Magnetfelder erzeugen, gibt es in Form von Pflastern, Einlegesohlen, Armbändern usw.
Nach Angaben der Befürworter lassen sich Wundheilungsstörungen, degenerative Erkrankungen des Bewegungsapparates und der Wirbelsäule sowie Knochenbrüche oder Migräne behandeln. Andere Hersteller werben mit einer allgemeinen Verbesserung der Mikrozirkulation durch Unterstützung der Vasomotorik (Vasomotion), der Oszillation dieser Blutgefäße unabhängig vom Herzschlag.

### Postulierte Wirkung
Bei in-vitro-Studien können Effekte auf Zellebene nur mit hohen Magnetfeldstärken und Frequenzen sowie langer Wirkdauer beobachtet werden. Sehr starke Magnetfelder (etwa 3 Tesla) bzw. elektrische Felder macht man sich auch bei der transkraniellen Magnetstimulation zunutze. Die von Herstellern wie BEMER Int. AG vertriebenen Geräte erzeugen aber ein sehr schwaches Magnetfeld von 50 bis 100 µT, dies entspricht in etwa der Feldstärke des Erdmagnetfeldes auf der Erdoberfläche – beim Spazierengehen wirken damit die gleichen Kräfte. Die bei dem erzeugten Magnetfeld ausgeübten Kräfte auf Ionen (beispielsweise Natriumionen) im Körper sind etwa 1.000.000.000-mal schwächer als die dabei auftretenden Reibungskräfte. Damit hat eine solche Therapiedecke keinen Effekt auf Ionen innerhalb oder außerhalb von Zellen.
Die Änderung der Stärke des Magnetfeldes verursacht gemäß Maxwell ein elektrisches Feld, welches dann eine Kraft auf Ionen ausübt. Wegen des schwachen pulsierenden Magnetfeldes ist die elektrische Feldstärke viel zu gering, um einen Effekt auf die Zellmembran der Blutgefäße zu verursachen. 

### Kritik
Die vermutete positive Wirkung der Magnetfeldtherapie widerspricht der vermuteten negativen Wirkung von Elektrosmog, der auch magnetische Felder umfasst. Zum Elektrosmog liegen etliche Studien vor, die sich häufig widersprechen, jedoch zweifelsfrei keine positive Wirkung feststellen. Jeder Mensch ist statischen oder oszillierenden Magnetfeldern (Lautsprecher, PKW, Bahn, Küchengeräte) mit unterschiedlichen Frequenzen und Feldstärken ausgesetzt, weshalb medizinische Felder kaum davon abzugrenzen sind.
Statische Magnetfelder üben keine Kräfte auf Körpergewebe oder -substanzen aus. Die postulierte Wirkung statischer Magnetfelder auf bestimmte Erkrankungen wie Arthrose wurde bis heute nicht schlüssig erklärt, allerdings zeigten entsprechende Studien (s. u.) mehrheitlich einen kleinen Effekt. Das Blut besteht zum Teil zwar aus Eisen, jedoch im Hämoglobin nur in gebundener Form, wodurch das Eisen seine ferromagnetischen Eigenschaften verliert. Eine Verbesserung der Blutzufuhr kann daher nicht durch statische Magnetfelder erklärt werden.
Ob eine statische Magnetfeldtherapie speziell bei Kreuzschmerz hilfreich ist, hat der IGeL-Monitor des MDS (Medizinischer Dienst des Spitzenverbandes Bund der Krankenkassen) untersucht und mit unklar bewertet. Wichtigste Quelle ist eine Übersichtsarbeit von 2007. Die Studien sind nach Einschätzung der Wissenschaftler des IGeL-Monitors wegen ihrer geringen Qualität nicht aussagekräftig genug, um einen Nutzen und Schaden der Magnetfeldtherapie beim akuten und chronischen Kreuzschmerz beurteilen zu können. Die „Nationale Versorgungsleitlinie Kreuzschmerz“, erstellt von rund 30 Fachgesellschaften, gibt eine eindeutige Empfehlung: „Magnetfeldtherapie soll zur Behandlung des akuten sowie chronischen nichtspezifischen Kreuzschmerzes nicht angewendet werden.“
Die bis dato vorliegenden Publikationen zu Magnetfeldtherapien werden generell als ungenügend bewertet und zeigen keine einheitlichen oder überzeugenden Belege für eine Wirksamkeit. Es existiert keine methodisch gute klinische Prüfung, die eine behauptete Wirksamkeit der Magnetfeldtherapien bei Menschen jenseits eines Placeboeffektes demonstriert.
Methodisch gut gemachte Tierstudien bei Pferden zeigen ebenfalls keinen signifikanten Effekt. Eine möglicherweise beobachtete Wirksamkeit wird durch „Placebo-by-Proxy“ und eine Erwartungshaltung des Halters erklärt.

## Invasive MFT
Bei der invasiven Magnetfeldtherapie, die auch als Elektro-Osteostimulation bezeichnet wird, werden Spulen mittels einer Elektrode im Rahmen einer Operation direkt mit einem Bereich des Knochens verbunden. Durch späteres Anlegen eines wechselnden Magnetfeldes wird in den Spulen ein Strom induziert, der über die Elektroden den Knochen elektrisch stimuliert.
Das Verfahren wird zur Verbesserung der Heilung von Knochenbrüchen und Pseudoarthrosen eingesetzt. Hinsichtlich der Wirkung ist es nicht mit der nicht-invasiven Magnetfeldtherapie zu vergleichen. Während im letztgenannten Fall das Magnetfeld selbst die Wirkung im Körper auslösen soll, wird es bei der invasiven Therapie nur zur drahtlosen Energieübertragung verwendet, während die therapeutische Wirkung durch die elektrische Stimulation des Gewebes erzielt wird.
Die Kosten für die Therapie werden von gesetzlichen Krankenkassen übernommen.

## Kontraindikationen und Risiken
Menschen mit Herzschrittmacher oder anderen elektronischen Implantaten dürfen grundsätzlich keiner Magnetfeldtherapie unterzogen werden, da es zu gefährlichen Wechselwirkungen mit der Steuerelektronik kommen könnte.